# Chibundu Onuzo
Imachibundu Oluwadara "Chibundu" Onuzo FRSL (sinh năm 1991) là một tiểu thuyết gia người Nigeria. Cuốn tiểu thuyết đầu tay của cô,The Spider King's Daughter, đã giành giải Betty Trask, lọt vào danh sách rút ngắn của Giải Dylan Thomas và Giải Sách Khối thịnh vượng chung, và được đưa vào danh sách nối dài cho Giải thưởng Desmond Elliott và Giải thưởng Etaluat về Văn học.

## Tiểu sử
Chibundu Onuzo sinh ra ở Nigeria vào năm 1991, cô là đứa con út trong gia đình bốn người con, có cha mẹ là bác sĩ, và lớn lên ở Lagos. Cô chuyển đến Anh khi cô 14 tuổi để học tại một trường nữ sinh ở Winchester, Hampshire để lấy chứng chỉ GCSE. Năm 17 tuổi cô bắt tay vào viết cuốn tiểu thuyết đầu tiên, hai năm sau thì được ký kết với Faber và Faber, cuốn tiểu thuyết đã được xuất bản khi cô mới 21 tuổi. Cô là nhà văn nữ trẻ nhất mà nhà xuất bản hợp tác. Đánh giá cuốn sách thứ hai  của Onuzo, Welcome to Lagos (2016), Helon Habila đã viết trên tờ The Guardian: "Chân dung nhân vật của Onuzo thường quá lạc quan, quan điểm của cô về chính trị và xã hội quá khoan dung, nhưng khả năng mang nhân vật đến với cuộc sống của cô, cũng như đến cả thành phố Lagos, có lẽ là nhân vật được vẽ nên đẹp nhất trong tất cả, thật sự rất ấn tượng."
Onuzo đã nhận bằng cử nhân hạng nhất trong lịch sử của Đại học King  (2012), và tiếp tục lấy bằng thạc sĩ về chính sách công của Đại học College London. Tính đến năm 2017, cô đang học Tiến sĩ tại Đại học Kinh.